# Playa de Peñarrubia
La playa de Peñarrubia se ubica en el barrio de Somió del municipio español de Gijón, Asturias y su acceso se realiza a través de la carretera GI-2 o por la senda peatonal litoral El Rinconín-La Ñora.

## Descripción
La playa de Peñarrubia es de fácil acceso, ya que se puede llegar a ella en coche y del aparcamiento tomar unas escaleras que descienden hasta el lecho arenoso.
La playa se encuentra rodeada de acantilados, lo cual junto con su orientación  hace que tenga las mañanas en sombra. Es una playa frecuentada por nudistas.
El fondo de la playa es rocoso por lo que se recomienda mucha precaución al bañarse. En ocasiones  se producen desprendimientos que hacen necesario el cierre de los accesos por el peligro que ello conlleva.
Cuenta con gran variedad de servicios como duchas, papeleras, servicio de limpieza, señalización de peligro así como equipo de salvamento durante la época estival.